# Hans von Blixen-Finecke (1886–1917)
Hans Gustaf von Blixen-Finecke (ur. 25 lipca 1886 w Trelleborgu, zm. 26 września 1917 w Malmslätt) – szwedzki jeździec sportowy. Brązowy medalista olimpijski ze Sztokholmu.
Specjalizował się we ujeżdżeniu. Igrzyska w 1912 były jego jedyną olimpiadą, zajął trzecie miejsce w konkursie indywidualnym, wyprzedzili go rodacy Carl Bonde i Gustaf Adolf Boltenstern. Startował na koniu Maggie.
Pochodził z arystokratycznej rodziny. Był bliźniaczym bratem Brora, męża Karen Blixen. Zginął w katastrofie lotniczej. Jego syn został mistrzem olimpijskim w 1952.